# Яловацьк
Ялова́цьк — село в Україні, у Камінь-Каширській громаді Камінь-Каширського району Волинської області. Населення становить 283 особи.

## Географія
На південно-західній стороні від села бере початок річка Єльниця, ліва притока Циру.

## Історія
У 1906 році село Камінь-Каширської волості Ковельського повіту Волинської губернії. Відстань від повітового міста 52 верст, від волості 7. Дворів 49, мешканців 306.

## Постаті
- Парфелюк Олександр Вікторович (1994-2023) – солдат Збройних Сил України, учасник російсько-української війни. Загинув 7 лютого 2023 р. в Харківській області. Похований 16 лютого 2023 року на місцевому кладовищі села Яловацьк.

## Населення
Згідно з переписом УРСР 1989 року чисельність наявного населення села становила 286 осіб, з яких 141 чоловік та 145 жінок.
За переписом населення України 2001 року в селі мешкали 284 особи.

### Мова
Розподіл населення за рідною мовою за даними перепису 2001 року:
| Мова       | Відсоток |
| ---------- | -------- |
| українська | 99,65 %  |
| російська  | 0,35 %   |